# Rhett Davies
Rhett Davies (Londra, 15 maggio 1948) è un produttore discografico, compositore e tecnico del suono britannico.

## Biografia
Figlio del trombettista Ray Davies, da non confondere con il cantante dei Kinks, in giovane età si appassionò di musica e apprese dal padre a suonare la tromba. Dopo aver fatto alcuni viaggi in autostop, divenne il titolare di un negozio di dischi. Fu quindi assunto come tecnico del suono ai prestigiosi Island Studios di Londra, inaugurati nel 1969 dal fondatore della Island Records Chris Blackwell.

### Fonico di studio
Tra i primi lavori di rilievo vi furono nel 1973 Selling England by the Pound dei Genesis e Burnin' di Bob Marley e The Wailers, nei quali fu accreditato sulle note di copertina come assistente fonico (sound engineer assistant).
Nel 1974 fu per la prima volta il fonico di studio in Taking Tiger Mountain (By Strategy), il secondo album da solista di Brian Eno, ex membro dei Roxy Music, con il quale avrebbe sviluppato una fitta collaborazione. Questo lavoro ha ricevuto apprezzamenti dalla critica anche per le innovative soluzioni audio adottate nella post-produzione e gli valse la gratitudine di Eno, che gli riconobbe una parte delle royalty sulle vendite. I due sarebbero in seguito stati definiti i pionieri delle manipolazioni sonore in studio di registrazione, facendole diventare uno strumento musicale aggiuntivo. Il concetto si basa sull'incidere usando loop su nastri magnetici e una rhythmbox che diano il ritmo durante la registrazione della voce e degli strumenti, ad eccezione della batteria che viene aggiunta alla fine.
Davis divenne subito uno dei più ricercati fonici di studio britannici e già nel 1975 fu scelto per gli album Diamond Head di Phil Manzanera e Evening Star di Robert Fripp, che lo vorranno ancora in tale ruolo negli anni successivi. Tra gli altri artisti prestigiosi per i quali ha fatto il fonico di studio vi sono stati Brian Ferry, Roxy Music, Talking Heads, The B-52s, King Crimson, Robert Palmer, Dire Straits e Camel.

### Produttore musicale
Nel 1975 esordì come produttore discografico co-producendo con Eno Another Green World dello stesso Eno, un capolavoro in cui gli esperimenti manipolatori dell'audio nella post-produzione assumono un aspetto centrale. È anche considerato uno dei primi e più riusciti album della ambient music, le parti sperimentali alternate a quelle melodiche lo rendono anche di più facile ascolto rispetto alla maggior parte di altri lavori ambient. I primi anni rimase concentrato soprattutto sul lavoro di fonico e fu a partire dagli anni ottanta che intensificò l'attività di produttore. In tale veste lavorò per molti degli artisti con i quali fece il fonico, spesso ricoprendo entrambi i ruoli. Altri importanti musicisti da lui prodotti sono stati i Tangerine Dream, Simply Red, Talk Talk e Orchestral Manoeuvres in the Dark.
Fu particolarmente importante come produttore per i Roxy Music verso la fine degli anni settanta, quando la musica del gruppo aveva perso parte della tensione originale. Li convinse prima ad adottare uno stile più energico che richiamava il krautrock dei Kraftwerk e poi, con l'album Manifesto del 1979, a riprendere le atmosfere tipiche di Eno, che aveva lasciato il gruppo nel 1973 ed aveva poi sviluppato le proprie idee collaborando con Davies.

### Compositore e musicista
Affermatosi come talento musicale con gli effetti sonori aggiunti in qualità di fonico, nell'arco della carriera è stato accreditato anche come compositore. Ha svolto tale attività in un numero limitato di album, la maggior parte dei quali con Brian Eno, Brian Ferry e Roxy Music. In alcuni dischi si è anche esibito come strumentista, suonando tra gli altri il gong, le tastiere e la tromba. Fu uno degli strumentisti che nel 1977 contribuirono alla realizzazione di Before and After Science, altro importante lavoro di Eno in cui Davies suonò il gong in No One Receiving e fu sia fonico in studio che co-produttore.